# Алонефтис, Эфстатиос
Эфста́тиос Алоне́фтис (греч. Ευστάθιος Αλωνεύτης; 29 марта 1983, Лакатамия, Никосия, Кипр) — кипрский футболист, полузащитник клуба АПОЭЛ.

## Клубная карьера
Начал профессиональную карьеру в команде «Омония» родного города Никосия в Высшей лиге Кипра в сезоне 2000/01 двумя матчами под занавес чемпионата. Занял позицию атакующего полузащитника левого фланга, иногда передвигался на позицию нападающего. Однако, его талант раскрылся только в сезоне 2003/04, был высоко оценён за навыки дриблинга[кем?]. Продолжал играть за «Омонию» до 2005 года. За пять с небольшим сезонов успел дважды выиграть с «Омонией» чемпионат Кипра (2001, 2003), Суперкубок Кипра (2001, 2003) и Кубок Кипра (2005).
В 2005 году перешёл в греческий клуб «Лариса» за 136 тысяч кипрских фунтов (около 240 тысяч евро). 28 августа 2005 он дебютировал в греческом чемпионате в матче с афинским «Паниониосом». Участие в греческом чемпионате складывалось удачно, клуб занял восьмое место по итогам сезона, и Алонефтиса взяли на просмотр в «Куинз Парк Рейнджерс». Однако, контракт подписан не был. В сезоне 2006/07 «Лариса» заняла десятое место в чемпионате, но в конце сезона вышла в финал Кубка Греции. Алонефтис вышел в основном составе, его команда обыграла «Панатинаикос» со счётом 2:1.
31 мая 2007 года немецкий клуб «Энерги» объявил о подписании с Алонефтисом контракта (свободный трансфер по правилу Босмана), сделав его первым киприотом в Бундеслиге ю Дебютный матч против «Байера» 11 августа 2007 закончился со счётом 0:0. Однако, карьера в немецком чемпионате не сложилась, Алонефтис просидел большую часть матчей на скамейке запасных, выходя в основном на замену. Клуб занял только 14 место, в шаге от зоны вылета. Впервые за пять лет он не забил ни одного мяча за сезон.
28 июня 2008 года Алонефтис вернулся в «Омонию» и подписал с ней пятилетний контракт. В первом же сезоне он занял с клубом второе место в чемпионате. В сезоне 2009/10 «Омония» выиграла чемпионат. За два сезона Алонефтис выходил во всех матчах и забил 19 мячей.

## Еврокубки
С 2003 года Алонефтис успел поиграть в трёх турнирах УЕФА: Кубке Интертото, Лиге Европы и Лиге чемпионов. В Кубке Интертото он выступал за «Ларису», сыграл 2 матча. В Лиге Европы 13 матчей за «Омонию». В Лиге чемпионов — 7 матчей, забил один мяч.

## Карьера в сборной
Вызывается в сборную регулярно с 2005 года. Дебютировал 8 февраля 2005 в товарищеском матче со сборной Австрии. Сборная Кипра одержала победу после серии пенальти (основное время 1:1). По состоянию на февраль 2011 года, сыграл 45 матчей за сборную, забил 8 мячей.

## Достижения
- Чемпион Кипра (10): 2001, 2003, 2010, 2013, 2014, 2015, 2016, 2017, 2018, 2019
- Обладатель Кубка Кипра (3): 2005, 2014, 2015
- Обладатель Суперкубка Кипра: 2001, 2003, 2010
- Обладатель Кубка Греции: 2006/07

## Статистика
| Сезон   | Клуб   | Страна   | Лига       | Матчей | Голов |
| ------- | ------ | -------- | ---------- | ------ | ----- |
| 2000/01 | Омония | Кипр     | Дивизион А | 2      | 0     |
| 2001/02 | Омония | Кипр     | Дивизион А | 9      | 0     |
| 2002/03 | Омония | Кипр     | Дивизион А | 9      | 0     |
| 2003/04 | Омония | Кипр     | Дивизион А | 26     | 11    |
| 2004/05 | Омония | Кипр     | Дивизион А | 25     | 7     |
| 2005/06 | Лариса | Греция   | Дивизион А | 25     | 4     |
| 2006/07 | Лариса | Греция   | Дивизион А | 29     | 4     |
| 2007/08 | Энерги | Германия | Дивизион А | 12     | 0     |
| 2008/09 | Омония | Кипр     | Дивизион А | 26     | 8     |
| 2009/10 | Омония | Кипр     | Дивизион А | 26     | 11    |
| 2010/11 | Омония | Кипр     | Дивизион А |        |       |

## Голы за сборную
| # | Дата             | Место проведения                              | Соперник   | Счёт | Результат | Турнир                    |
| - | ---------------- | --------------------------------------------- | ---------- | ---- | --------- | ------------------------- |
| 1 | 7 сентября 2005  | ГСП, Никосия, Кипр                            | Швейцария  | 1:1  | 1:3       | Отборочный турнир ЧМ-2006 |
| 2 | 24 марта 2007    | ГСП, Никосия, Кипр                            | Словакия   | 1:0  | 1:3       | Отборочный турнир ЧЕ-2008 |
| 3 | 12 сентября 2007 | ГСП, Никосия, Кипр                            | Сан-Марино | 2:0  | 3:0       | Отборочный турнир ЧЕ-2008 |
| 4 | 12 сентября 2007 | ГСП, Никосия, Кипр                            | Сан-Марино | 3:0  | 3:0       | Отборочный турнир ЧЕ-2008 |
| 5 | 6 февраля 2008   | ГСП, Никосия, Кипр                            | Украина    | 1:0  | 1:1       | Товарищеский матч         |
| 6 | 6 сентября 2008  | Антониос Пападополус, Ларнака, Кипр           | Италия     | 1:1  | 1:2       | Отборочный турнир ЧМ-2010 |
| 7 | 10 октября 2009  | Антониос Пападополус, Ларнака, Кипр           | Болгария   | 4:1  | 4:1       | Отборочный турнир ЧМ-2010 |
| 8 | 3 сентября 2010  | Эштадиу Афонсу Энрикеш, Гимарайнш, Португалия | Португалия | 1:0  | 4:4       | Отборочный турнир ЧЕ-2012 |